# Paralisi sopranucleare progressiva
La paralisi sopranucleare progressiva (PSP) o  sindrome di Steele-Richardson-Olszewski è una malattia neurodegenerativa descritta per la prima volta nel 1963. La neurodegenerazione comporta atrofia a livello del mesencefalo e di altre strutture cerebrali tra cui il nucleo subtalamico,  il globus pallidus, i nuclei del ponte e la sostanza nera.
Il nome della malattia descrive la localizzazione sopranucleare (con riferimento ai nuclei oculomotori del mesencefalo) delle alterazioni patologiche. Il termine 'nucleo' si riferisce al gruppo di neuroni da cui hanno origine i nervi cranici oculomotori che connettono mesencefalo e muscoli estrinseci dell'occhio. Mentre una paralisi dei nervi oculomotori può essere causata da lesioni dei nervi stessi o da lesioni a livello dei nuclei, nel caso della PSP la causa è localizzata nel cervello, al di sopra di quelle strutture.
Il quadro clinico porta a sintomi tra cui perdita di equilibrio, rallentamento dei movimenti, difficoltà a muovere gli occhi e demenza.
Il quadro istologico è caratterizzato dalla formazione di ammassi neurofibrillari all'interno dei neuroni e depositi patologici nelle cellule gliali. I depositi contengono la proteina tau in stato fosforilato, mentre normalmente questa proteina si trova associata ai microtubuli del citoscheletro. La PSP viene perciò classificata anche come taupatia. Rientra inoltre in un gruppo di disturbi neurologici classificati come "Parkinson-Plus" o "Parkinson atipico" con sintomi che ricordano la malattia di Parkinson, mentre altre caratteristiche sono ben diverse.
La PSP è rara con circa 3 casi per 100 000 abitanti ed è alla base di circa il 5% dei disturbi con sintomi parkinsoniani come acinesia e rigidità. La durata media della malattia è di circa 5-10 anni e l'età media all'esordio è di circa 65 anni. I maschi hanno leggermente più probabilità di essere colpiti rispetto alle donne. Non è stata trovata alcuna associazione tra PSP e qualsiasi etnia, posizione o occupazione particolare.
Nelle prime fasi può essere difficilmente distinguibile dalla Malattia di Parkinson e tra i primi sintomi e la diagnosi definitiva decorre mediamente un tempo di tre anni.

## Eziologia

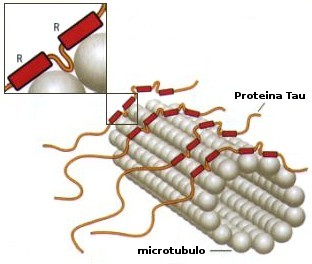
La proteina Tau e i microtubuli assicurano il funzionamento delle cellule nervose.

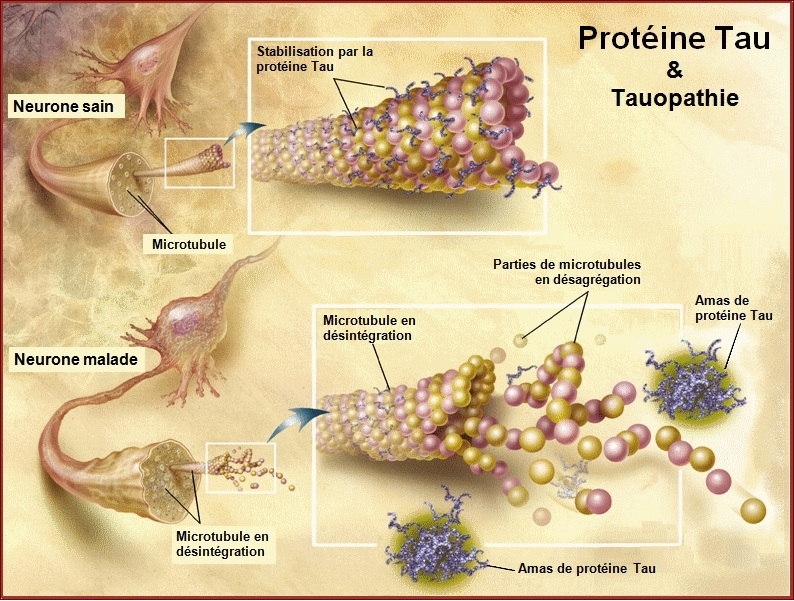
La proteina Tau di un neurone sano (in alto) ed uno malato (in basso) in cui tau forma depositi abnormi.

Le cause della PSP sono solo parzialmente note. Studi genetici suggeriscono una predisposizione genetica, la quale è correlabile in parte a determinati aplotipi della proteina tau. Più raramente la sindrome è a manifestazione chiaramente familiare, è stata riportata inoltre una famiglia con casi sia di PSP sia di degenerazione corticobasale, un altro tipo di taupatia..  Mutazioni del gene della proteina tau sono state descritte solo in casi familiari isolati.. Meno dell'1% di quelli con PSP ha un familiare con lo stesso disturbo. Una variante del gene per la proteina tau chiamata aplotipo H1, situata sul cromosoma 17, è stata collegata alla PSP. Quasi tutte le persone con PSP hanno ricevuto una copia di quella variante da ciascun genitore, ma questo vale per circa i due terzi della popolazione generale. Pertanto, l'aplotipo H1 sembra essere necessario ma non sufficiente a causare PSP. Altri geni, così come le tossine ambientali, sono allo studio come altri possibili fattori che contribuiscono alla causa della PSP.
Oltre alla tauopatia, la disfunzione mitocondriale sembra essere un fattore coinvolto nella PSP. In particolare, gli inibitori del complesso mitocondriale I (come le acetogenine e le chinoline contenute nelle Annonaceae e i rotenoidi) sono implicati nelle lesioni cerebrali simili alla PSP.

## Patofisiologia
Le cellule cerebrali colpite sono sia neuroni che cellule gliali. I neuroni mostrano grovigli neurofibrillari (NFT), che sono grumi di proteina tau, una parte normale dello scheletro strutturale interno di una cellula cerebrale. Questi grovigli sono spesso diversi da quelli osservati nella malattia di Alzheimer, ma possono essere strutturalmente simili quando si verificano nella corteccia cerebrale. La loro composizione chimica è generalmente diversa, tuttavia, ed è simile a quella dei grovigli visti nella degenerazione cortico-basale. Anche gli aggregati di proteine tau negli astrociti, o astrociti trapuntati, sono considerati diagnostici. A differenza delle NFT globose, possono essere più diffuse nella corteccia.  In alcuni casi si osservano corpi di Lewy, ma non è chiaro se si tratti di una variante o di un processo di coesistenza indipendente e, in alcuni casi, la PSP può coesistere con degenerazione cortico-basale, morbo di Parkinson e / o Alzheimer, in particolare con i pazienti più anziani.
Le principali aree del cervello colpite sono:
- gangli basali, in particolare il nucleo subtalamico, sostantia nigra e globus pallidus
- tronco encefalico, in particolare la porzione del mesencefalo dove risiede il movimento oculare "sopranucleare"
- corteccia cerebrale, in particolare quella dei lobi frontali e del sistema limbico (analogamente alla demenza frontotemporale)
- nucleo dentato del cervelletto
- midollo spinale, in particolare l'area in cui risiede un certo controllo della vescica e dell'intestino
- Alcuni considerano la PSP, la degenerazione cortico-basale e la demenza frontotemporale come variazioni della stessa malattia.[24][25] Altri li considerano malattie separate.[26][27] Occasionalmente è stato dimostrato che la PSP coesiste con la malattia di Pick.[28]

## Clinica
L'esordio può essere aspecifico, con una sindrome extrapiramidale spesso simmetrica e di tipo rigido-bradicinetico, ma nei 2/3 dei casi si ha disturbo dell'equilibrio con tendenza alla retropulsione, instabilità posturale e frequenti cadute.  I sintomi della demenza sono inizialmente osservati in circa uno su cinque casi .  Più di rado l'esordio avviene con oftalmoplegia e altri segni troncali.
Altri sintomi iniziali comuni sono cambiamenti nella personalità, rallentamento generale dei movimenti e sintomi visivi. I sintomi comportamentali più comuni nei pazienti con PSP comprendono apatia, disinibizione, ansia e disforia.
Altri segni sono di tipo "pseudobulbare": disartria, disfonia, disfagia, con riso e pianto spastico (involontario, non necessariamente corrispondente ai rispettivi stati emotivi). Possono esserci riflessi vivaci o incrementati con fenomeno di Babinski bilaterale. Comuni poi anche i segni di deterioramento cognitivo, talvolta è presente un blefarospasmo.
Alcuni degli altri segni sono la scarsa funzionalità delle palpebre, la contrattura dei muscoli facciali, un'inclinazione all'indietro della testa con irrigidimento dei muscoli del collo, disturbi del sonno, incontinenza urinaria e costipazione. Si possono avere inoltre rarità di ammiccamento ed aprassia oculo-palpebrale.

### Sintomi visivi
I sintomi visivi sono di particolare importanza nella diagnosi di questo disturbo. I pazienti in genere lamentano difficoltà a leggere a causa dell'incapacità di guardare in basso. In particolare, l'oftalmoparesi sperimentata da questi pazienti riguarda principalmente il movimento volontario dell'occhio e l'incapacità di effettuare saccadi verticali, che è spesso peggio con le saccadi discendenti. I pazienti tendono ad avere difficoltà a guardare in basso o in alto. Questa paresi dello sguardo verticale si correggerà quando l'esaminatore gira passivamente la testa del paziente su e giù per testare i riflessi oculo-vestibolari o testando il movimento oculare involontario, come nel fenomeno di Bell. Il test per i riflessi oculo-vestibolari evidenzia il cosiddetto fenomeno degli occhi di bambola: lo sguardo è immobile anche ruotando passivamente il capo, gli occhi puntano sempre nella stessa direzione - avviene perciò un movimento automatico dei bulbi oculari stimolato dal sistema vestibolare, mentre non è più possibile il controllo volontario del movimento oculare).
Ad un attento esame, movimenti oculari involontarie, orizzontali, saccadici interrompono la fissazione. possono essere visibili quando il paziente si fissa a distanza. Questi sono movimenti sottili, che possono essere confusi con il nistagmo, tranne per il fatto che sono di natura saccadica, senza fase regolare. Sebbene anche individui sani eseguano questi movimenti, i pazienti con PSP eseguono questi movimenti saccaridici con componenti verticali più piccoli. La valutazione di moviementi verticali è particolarmente utile per diagnosticare una paralisi sopranucleare progressiva, poiché questi movimenti distinguono i pazienti PSP da altri pazienti parkinsoniani. Le difficoltà con la convergenza (insufficienza di convergenza), in cui gli occhi si avvicinano mentre si concentrano su qualcosa vicino, come le pagine di un libro, sono tipiche. Poiché gli occhi hanno difficoltà a riunirsi per concentrarsi a brevi distanze, il paziente può lamentarsi di diplopia (visione doppia) durante la lettura.

### Mimica facciale
Un aspetto facciale caratteristico noto come "segno procero", con uno sguardo spalancato, il solco della fronte con un'espressione accigliata e l'approfondimento di altre pieghe del viso è diagnostico della PSP.   Il tutto conferisce al paziente un aspetto attonito con la necessità di muovere il capo per guardare intorno. I movimenti del capo sono però anche ridotti in quanto la rigidità muscolare è spesso particolarmente accentuata a livello del tronco e della muscolatura cervicale. Così, invece della postura flessoria tipica dei parkinsoniani, al contrario nei malati di PSP si ha un atteggiamento in estensione, con rigidità del collo.
Manifestazioni principali:
- Oftalmoplegia sopranucleare
- Distonia al collo
- parkinsonismo
- Paralisi pseudobulbare
- Compromissione comportamentale e cognitiva
- Squilibrio e difficoltà a camminare

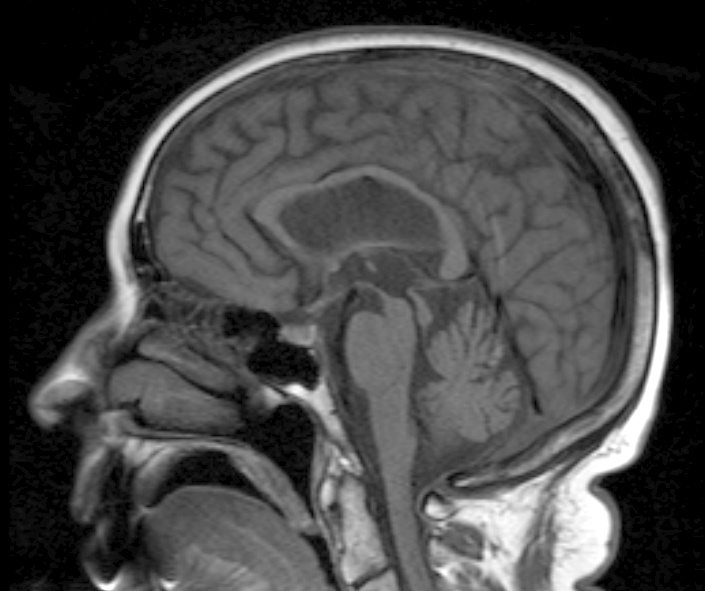
Questo paziente ha presentato demenza progressiva, con atassia ed incontinenza.
È stato sospettata la diagnosi clinica di idrocefalo normoteso. L'imaging non ha confermato però questa diagnosi, l'esame oftalmologico ha poi rilevato nistagmo e movimenti oculari anomali. Un'immagine di risonanza magnetica sagittale T1-pesata mostra atrofia del mesencefalo, con conservazione del volume del ponte. Questo aspetto è stato chiamato il 'segno del colibrì'. C'è anche atrofia del tetto del mesencefalo. Questi risultati suggeriscono la diagnosi di paralisi sopranucleare progressiva.

- Cadute frequenti

### Decorso e prognosi
Il decorso è lentamente progressivo. Le complicazioni più frequenti sono infezioni delle vie respiratorie, problemi di nutrizione per le difficoltà a deglutire (disfagia) e traumi e fratture causate dalle cadute. La prognosi in soggetti con adeguata assistenza è di circa dieci anni o più dalla presentazione dei primi sintomi.

## Diagnosi
La diagnosi definitiva richiede l'esame autoptico con la dimostrazione delle caratteristiche alterazioni istologiche sopra descritte. Sono stati definiti alcuni criteri clinici per distinguere una PSP 'possibile' e una PSP 'probabile', anche se l'utilità di questa classificazione viene ancora discussa.
La risonanza magnetica viene spesso eseguita per diagnosticare la PSP. La risonanza magnetica può mostrare atrofia nel mesencefalo con conservazione del ponte che dà l'aspetto di un segno "colibrì" e segno di Topolino.

### Tipologie
Sulla base dei risultati patologici in casi confermati di PSP, è suddiviso nelle seguenti categorie:
- Sindrome di Richardson classica (PSP-RS)
- Parkinsonismo PSP (PSP-P) e acinesia PSP-pura con congelamento dell'andatura (PSP-PAGF)
- PSP frontale, sindrome cortico-basale PSP (PSP-CBS), variante comportamentale PSP della demenza frontotemporale (PSP-bvFTD) e afasia progressiva non fluente PSP (PSP-PNFA)[37]
- PSP-C

Analizzando una serie di casi istologicamente confermati per la tipologia di sintomi presenti sembrano distinguibili due fenotipi di PSP denominati sindrome di Richardson (sintomi come sopra descritti con predominanza di instabilità posturale, cadute, paralisi verticale dello sguardo e deterioramento cognitivo) e PSP-P (PSP-Parkinson, meno frequente e specialmente nelle prime fasi assomigliante alla malattia di Parkinson con inizio asimmetrico, tremore e beneficio della terapia con levodopa). Dettagliati studi istologici indicano inoltre che i due fenotipi si distinguono anche per la distribuzione dei depositi di tau, potrebbero perciò essere entità patologiche distinte.
La sindrome di Richardson è caratterizzata dalle caratteristiche tipiche della PSP. Le caratteristiche della PSP-P della malattia di Parkinson si sovrappongono alla presentazione clinica della PSP e seguono un decorso più benigno. Sia in PSP-P sia in PSP-PAGF la distribuzione di tau anormali è relativamente limitata al tronco encefalico. La PSP frontale si presenta inizialmente con sintomi comportamentali e cognitivi, con o senza oftalmoparesi e quindi evolve in PSP tipica. I fenotipi di PSP-P e PSP-PAGF vengono talvolta definiti varianti del 'tronco cerebrale' della PSP, al contrario di le varianti "corticali" che presentano caratteristiche corticali predominanti tra cui PSP-CBS, PSP-bvFTD, PSP-PNFA. L'atassia cerebellare come principale caratteristica di presentazione precoce è sempre più riconosciuta come un sottotipo molto raro di PSP (PSP-C) che è associato a grave perdita neuronale con gliosi e densità più elevata di corpi a spirale nel nucleo del dentato cerebellare.

### Diagnosi differenziale
La PSP può anche essere diagnosticata erroneamente come malattia di Alzheimer a causa dei cambiamenti comportamentali.
L'encefalopatia traumatica cronica mostra molte somiglianze con la PSP.

#### Diagnosi differenziale con la Malattia di Parkinson
Le differenze più importanti che permettono di fare la diagnosi differenziale sono:
- Sia PSP che la malattia di Parkinson danno: rigidità, difficoltà di movimento, e goffaggine; generalmente, le persone con PSP tendono ad inclinare la testa all'indietro (e tendono a cadere all'indietro = retropulsione), mentre quelle con malattia di Parkinson di solito si piegano in avanti (anteropulsione).
- I disturbi del linguaggio e della deglutizione sono molto più comuni e gravi nella PSP che nella malattia di Parkinson ed inoltre tendono a presentarsi più precocemente.[45]
- I movimenti oculari sono anormali nella PSP, ma sono quasi normali nella malattia di Parkinson.
- Il tremore è più caratteristico per la malattia di Parkinson, mentre è più raro nella PSP.
- I soggetti con malattia di Parkinson hanno notevoli benefici con la levodopa, invece le persone con PSP non rispondono a questo farmaco o rispondono solo transitoriamente.[46]

## Terapia
Non ci sono terapie farmacologiche di efficacia significativa. Nelle prime fasi spesso si usa la levodopa, sia perché può dare un moderato beneficio, sia per distinguere nel dubbio la PSP dalla malattia di Parkinson, infatti, la levodopa determina un alto e relativamente duraturo beneficio nella malattia di Parkinson a contrario che nella PSP.
Non è nota alcuna cura per PSP e la gestione è principalmente di supporto. I casi di PSP sono spesso suddivisi in due sottogruppi, PSP-Richardson, il tipo classico e PSP-Parkinsonismo, in cui è possibile ottenere una risposta a breve termine alla levodopa. La discinesia è una complicazione occasionale ma rara del trattamento. Anche l'amantadina è talvolta utile. Dopo alcuni anni la variante parkinsoniana tende ad assumere le caratteristiche di Richardson. Altre varianti sono state descritte. Il botox può essere usato per trattare la distonia del collo e il blefarospasmo, ma ciò può aggravare la disfagia.
Due studi hanno suggerito che la rivastigmina può aiutare con gli aspetti cognitivi, ma gli autori di entrambi gli studi hanno suggerito di utilizzare un campionamento più ampio. Vi sono alcune prove che lo zolpidem ipnotico possa migliorare la funzione motoria e i movimenti oculari, ma solo da studi su piccola scala.
La terapia è soprattutto di supporto ed è indirizzata a garantire un'alimentazione sufficiente anche in presenza di disfagia, specie quando è necessaria la gastrostomia endoscopica percutanea, praticata per ridurre il rischio di aspirazione di contenuto gastrico nelle vie respiratorie.
Sono inoltre importanti le eventuali misure atte a prevenire le cadute come il supporto con un girello e l'uso della sedia a rotelle.

### Riabilitazione
I pazienti con PSP di solito cercano o fanno riferimento a terapia occupazionale, patologia del linguaggio per i cambiamenti del linguaggio motorio in genere una disartria atassica spastica e terapia fisica per problemi di equilibrio e andatura con segnalazioni di cadute frequenti. Mancano approcci basati sulla prova della riabilitazione nella PSP e attualmente la maggior parte della ricerca sull'argomento consiste in casi clinici che coinvolgono solo un piccolo numero di pazienti.
I casi clinici relativi a programmi di riabilitazione per pazienti con PSP comprendono generalmente attività di coordinamento degli arti, bilanciamento della tavola inclinata, allenamento dell'andatura, allenamento della forza con esercizi resistivi progressivi, esercizi isocinetici e allungamento dei muscoli del collo. Mentre alcuni casi clinici suggeriscono che la fisioterapia può offrire miglioramenti nell'equilibrio e nell'andatura dei pazienti con PSP, i risultati non possono essere generalizzati in tutti i pazienti PSP, poiché ogni caso clinico ha seguito solo uno o due pazienti. Le osservazioni fatte da questi casi studio possono essere utili, tuttavia, per aiutare a guidare la ricerca futura sull'efficacia dei programmi di allenamento dell'equilibrio e dell'andatura nella gestione della PSP.
Le persone con PSP sono spesso indirizzate a terapisti occupazionali per aiutare a gestire le loro condizioni e per migliorare la loro indipendenza. Ciò può includere l'insegnamento dell'uso di ausili per la mobilità. A causa della loro tendenza a cadere all'indietro, si consiglia l'uso di un deambulatore, in particolare uno che può essere appesantito nella parte anteriore, sopra una canna. L'uso di un adeguato aiuto alla mobilità aiuta a ridurre il rischio di cadute dell'individuo e li rende più sicuri di deambulare in modo indipendente nella comunità. A causa dei loro problemi di equilibrio e movimenti irregolari, le persone devono trascorrere del tempo imparando a trasferire in sicurezza nelle loro case e nella comunità. Ciò può includere alzarsi e sedersi in sicurezza sulle sedie.
A causa della natura progressiva di questa malattia, tutti gli individui alla fine perdono la capacità di camminare e dovranno utilizzare la sedia a rotelle. Segue spesso una grave disfagia e a questo punto la morte è spesso una questione di mesi.

## Prognosi
Attualmente, non è stato trovato alcun trattamento o cura efficace per la PSP, sebbene alcuni dei sintomi possano rispondere a misure non specifiche. La scarsa prognosi è principalmente attribuita al grave impatto che questa condizione ha sulla qualità della vita. L'età media all'insorgenza dei sintomi è di 63 anni e la sopravvivenza a insorgenza media di 7 anni con un'ampia varianza. La polmonite è una causa frequente di morte.

## Storia
Nel 1877, il dott. Charcot descrisse una donna di 40 anni che aveva un parkinsonismo acinetico rigido, distonia del collo, disartria e problemi di movimento degli occhi. Chavany e altri riportarono le caratteristiche cliniche e patologiche di un uomo di 50 anni con una forma rigida e acinetica di parkinsonismo con instabilità posturale, distonia del collo, disartria e sguardo fisso nel 1951. La paralisi sopranucleare progressiva fu inizialmente descritta come un disturbo distinto dai neurologi John Steele, John Richardson e Jerzy Olszewski nel 1963. Hanno riconosciuto la stessa sindrome clinica in 8 pazienti e hanno descritto i risultati dell'autopsia in 6 di essi nel 1963.
La paralisi sopranucleare progressiva non era una "nuova" malattia nel 1963, in quanto 22 casi clinici ben documentati erano stati identificati nella letteratura neurologica tra il 1877 e il 1963. Gli unici cambiamenti cognitivi del lobo frontale della paralisi sopranucleare progressiva (apatia, perdita di spontaneità, rallentamento dei processi di pensiero e perdita di funzioni esecutive) furono descritti per la prima volta da Albert e colleghi nel 1974.

## Organizzazioni
Esistono diverse organizzazioni in tutto il mondo che supportano i pazienti con PSP e la ricerca sulla PSP e le malattie correlate, come la degenerazione corticobasale (CBD) e l'atrofia multi-sistemica (MSA).
- Canada: PSP Society of Canada, un'organizzazione no profit registrata a livello federale che aiuta pazienti e famiglie che si occupano di PSP, CBD e MSA, istituita nel 2017 con l'aiuto della CurePSP presente negli Stati Uniti[69]
- Francia: Associazione PSP France, un'associazione di pazienti senza scopo di lucro fondata nel 1996 attraverso l'aiuto di PSPA nel Regno Unito. Offre inoltre sostegno ai pazienti di lingua francese in Quebec, Marocco, Algeria, Belgio e Libano[70]
- Regno Unito: PSPA, un'organizzazione benefica nazionale per l'informazione, l'assistenza ai pazienti e la ricerca di PSP e CBD, istituita nel 1995[71]
- Irlanda: PSPAI, un organismo che mira a far conoscere meglio la PSP[72]
- Stati Uniti: CurePSP, un'organizzazione no profit per promuovere la consapevolezza, la cura e la ricerca di PSP, CBD, MSA "e altre malattie neurodegenerative di prim'ordine"[73]